# Franciszek Edmund Prędki
Franciszek Edmund Prędki ps. „Mściciel” (ur. 31 grudnia 1912 w Kielanówce, zm. 5 sierpnia 2017) – polski działacz podziemia niepodległościowego w czasie II wojny światowej w ramach Armii Krajowej, uczestnik akcji Kośba, podporucznik, kawaler orderów.

## Życiorys
Syn Antoniego i Anny. Ukończył Kolegium Nauczycielskie w Sokalu. Uczył historii i języka polskiego polską i ukraińską młodzież na Kresach w Koralówce. W okresie II wojny światowej od stycznia 1940 do lipca 1944 związany był z podziemiem niepodległościowym w ramach Armii Krajowej, piastując funkcję dowódcy plutonu sabotażowo-dywersyjnego placówki Hyżne kryptonim „Jaśmin”. 
25 maja 1944 roku, Prędki brał udział w osłonie akcji Kośba, w Rzeszowie w trakcie której dokonano zamachu na gestapowców F. Pottebauma i H. Flaschkego. W trakcie akcji „Burza” brał udział w walkach o Tyczyn. Był także nauczycielem w ramach tajnych kompletów (należał do Tajnej Komisji Egzaminacyjnej Inspektoratu Rzeszów AK kryptonim „Kuźnica”). Został aresztowany przez funkcjonariuszy Urzędu Bezpieczeństwa i osadzony na rzeszowskim Zamku Lubomirskich, gdzie przeżył rok ciężkiego więzienia. Urząd Bezpieczeństwa w 1949 prowadził śledztwo przeciw Prędkiemu, który był podejrzany o przechowywanie broni. 
Od 1950 do 1973 był dyrektorem szkoły w Łukawcu. Członek Zarządu Okręgu Podkarpackiego ŚZŻAK. 
Zmarł 5 sierpnia 2017, w momencie poprzedzającym śmierć był najstarszym żyjącym żołnierzem AK na Podkarpaciu. Uroczystości pogrzebowe z asystą wojskową odbyły się 7 sierpnia 2017 roku w kościele w Zarzeczu, został pochowany na cmentarzu parafialnym w Lubeni. 

## Wybrane odznaczenia
- Krzyż Kawalerskim Orderu Odrodzenia Polski[3]
- Krzyż Partyzancki[3]
- Krzyż Armii Krajowej[3]
- Medal „Pro Patria”[3]
- Medal Komisji Edukacji Narodowej[3]